# 2000 и одна ночь
«2000 и одна́ ночь» — перша збірка балад рок-групи Ария, що вийшла у 1999 році.

## Історія створення
В альбом увійшли здебільшого ліричні балади з минулих альбомів, переписані заново, але наявні також і дві нові композиції: «Потерянный рай» і «Кто ты?». Музику до обох пісень написав Сергій Терентьєв, а текст — Маргарита Пушкіна.
Первісна назва альбому — 2000 и одна песня о любви.
Пісня «Потерянный рай» виконувалась і виконується трьома гуртами: «Ария», «Кипелов», «Артерия».

## Стиль, відгуки критиків
Хороший подарунок зробив на Новий рік усім своїм шанувальникам гурт Ария. Цього разу презентом виявився не новий альбом, (що, звісно, дуже прикро), а збірка найкращих пісень колективу, здебільшого романтичної тематики, плюс два нові треки. Одразу хочеться звернути увагу на те, що практично усі з представлених 12 п'єс «переписані» заново. Тому шанувальники народного рок-гурту тепер можуть насолоджуватись як старою, так і новою інтерпретацією «арійської» творчості. Щодо представленого репертуару, то можу сказати, що давно не зустрічала такого грамотного підбору пісень. Загалом, «2000 и одна ночь» — це дуже універсальна «солянка», слухабельна навіть для тих, хто не надто захоплюється важкою музикою.
Оригінальний текст (рос.)
Хороший подарок преподнесла на Новый год всем своим поклонникам группа Ария. Презентом на этот раз оказался не новый альбом (что, конечно, весьма прискорбно), а сборник самых лучших песен коллектива, преимущественно романтичной тематики, плюс два новых трека. Сразу хочется обратить внимание на то, что практически все из представленных 12 пьес «переписаны» заново. Так что почитатели народной рок-группы теперь могут наслаждаться как старой, так и новой интерпретацией «арийского» творчества. Что касается представленного репертуара, то могу сказать, что давно не встречала такого грамотного подбора песен. Словом, «2000 и одна ночь» — это очень универсальная «солянка», слушабельная даже для тех, кто не слишком увлекается тяжёлой музыкой.
— Анастасія Бахметьєва, журнал «Metal City» 

## Список композицій
| #   | Назва                    | Автор слів | Автор музики                        | Тривалість |
| --- | ------------------------ | ---------- | ----------------------------------- | ---------- |
| 1.  | «Улица Роз»              | Пушкіна    | Дубінін                             | 06:08      |
| 2.  | «Потерянный рай»         | Пушкіна    | Терентьєв                           | 05:53      |
| 3.  | «Без тебя»               | Пушкіна    | Кіпєлов, Большаков                  | 04:22      |
| 4.  | «Грязь»                  | Пушкіна    | Терентьєв, Кіпєлов                  | 04:38      |
| 5.  | «Всё, что было»          | Пушкіна    | Кіпєлов                             | 05:05      |
| 6.  | «Возьми моё сердце»      | Пушкіна    | Кіпєлов, Маврін, Холстінін, Дубінін | 04:13      |
| 7.  | «Уходи и не возвращайся» | Пушкіна    | Дубінін                             | 03:53      |
| 8.  | «Кто ты?»                | Пушкіна    | Терентьєв                           | 04:46      |
| 9.  | «Пытка тишиной»          | Пушкіна    | Дубінін, Холстінін                  | 05:28      |
| 10. | «Искушение»              | Пушкіна    | Дубінін, Холстінін                  | 03:57      |
| 11. | «Мечты»                  | Єлін       | Кіпелов                             | 04:31      |
| 12. | «Закат»                  | Пушкіна    | Кіпєлов                             | 03:35      |

## Учасники запису
- Валерій Кіпелов — вокал
- Володимир Холстінін — гітара, мандоліна (2)
- Сергій Терентьєв — гітара, бек-вокал
- Віталій Дубінін — бас, вокал, бек-вокал
- Олександр Манякін — барабани
- Євгеній Шидловський — клавішні (3, 4, 5, 6, 9, 12), бек-вокал
- Сергій Науменко — клавішні (2, 8)

- Запис студії АРИЯ Records.
- Треки 1, 3, 4, 5, 6, 7, 9, 10, 11, 12 — живий запис
- Звукоінженер — Сергій Терентьєв
- Програмування — Сергій Науменко
- Мастеринг — Андрій Субботін, Анна Топорова (студія Saturday Mastering)
- Фотограф — Надір Чанишев
- Дизайнер — Ігор Лобанов